# Ange-Freddy Plumain
Pour les articles homonymes, voir Plumain.
Ange-Freddy Plumain, né le 2 mars 1995 à Paris, est un footballeur français. Il évolue au poste de milieu offensif ou d'attaquant au Hassania Union Sport d'Agadir.

## Carrière

### En club
Plumain commence le football au sein du club amateur du Cosmos Saint-Denis FC.
En 2010, aux côtés de Wylan Cyprien et Jean-Philippe Gbamin, il termine troisième de la Coupe Nationale U15 avec la sélection de la Ligue du Nord-Pas-de-Calais.
Formé ensuite au Racing Club de Lens, Ange-Freddy Plumain fait ses débuts professionnels en entrant en jeu le 5 octobre 2012 lors de la victoire 1-0 contre Niort. Il marque son premier but chez les professionnels le 29 octobre 2012 contre Clermont au stade Bollaert. Après une belle première saison en Ligue 2 (20 matchs, 1 but), son départ en fin de saison, libre de tout contrat, est mal vécu par les dirigeants lensois, qui engagent une procédure contre le club anglais, le joueur et son agent.
Le 25 juillet 2013, il signe un contrat de trois ans avec le club anglais de Fulham. Sa première apparition avec l'équipe professionnelle de Fulham a lieu le 4 janvier 2014 : il remplace Alexander Kačaniklić à la mi-temps du match de FA Cup contre Norwich City. Malgré une autre apparition en coupe, il reste toutefois cantonné à la réserve (U21) de l'équipe anglaise.
Il est prêté lors de l'été 2015 au Red Star FC, tout juste promu en Ligue 2, pour une saison.
À l'issue de son prêt au Red Star FC, il est laissé libre par Fulham. Il rejoint alors le CS Sedan Ardennes. A l'été 2017, il rejoint Quevilly-Rouen fraichement promu en ligue 2.
Il signe ensuite pour le club israélien Hapoel Hadera. Six mois plus tard, il est transféré pour environ 450 000 euros au Beitar Jerusalem, où il signe deux belles saisons, étant même nommé pour le trophée du meilleur joueur étranger de la saison en Israël. Il rejoint ensuite le club turc de Samsunspor. Après six matchs et des prestations jugées insuffisantes, Ange-Freddy Plumain rejoint en prêt, le 10 janvier 2021, le club de Westerlo en deuxième division belge...

### En sélection
Il dispute quatre matchs avec l'équipe de France des moins de 16 ans en 2010. Il signe un doublé contre la Norvège lors de sa seconde apparition sous le maillot bleu.
Plumain dispute également deux matchs en 2013 avec les moins de 18 ans.
Il est sélectionné en équipe de Guadeloupe à partir de 2022.
En juin 2025, il est convoqué pour disputer la Gold Cup 2025.

## Statistiques
| Saison                | Club                  | Championnat           | Championnat | Championnat | Coupe nationale | Coupe nationale | Coupe de la Ligue | Coupe de la Ligue | Total | Total |
| Saison                | Club                  | Division              | M.          | B.          | M.              | B.              | M.                | B.                | M.    | B.    |
| 2012-2013             | RC Lens               | 2                     | 20          | 1           | 4               | 0               | 0                 | 0                 | 24    | 1     |
| Sous-total            | Sous-total            | Sous-total            | 20          | 1           | 4               | 0               | -                 | -                 | 24    | 1     |
| 2013-2014             | Fulham FC             | 1                     | 0           | 0           | 2               | 0               | 0                 | 0                 | 2     | 0     |
| 2014-2015             | Fulham FC             | 2                     | 0           | 0           | 0               | 0               | 0                 | 0                 | 0     | 0     |
| Sous-total            | Sous-total            | Sous-total            | 0           | 0           | 2               | 0               | 0                 | 0                 | 2     | 0     |
| 2015-2016             | Red Star FC (prêt)    | 2                     | 14          | 2           | 1               | 0               | 0                 | 0                 | 15    | 2     |
| Sous-total            | Sous-total            | Sous-total            | 14          | 2           | 1               | 0               | -                 | -                 | 15    | 2     |
| 2016-2017             | CS Sedan-Ardennes     | 3                     | 21          | 2           | 1               | 0               | -                 | -                 | 22    | 2     |
| Sous-total            | Sous-total            | Sous-total            | 21          | 2           | 1               | 0               | -                 | -                 | 22    | 2     |
| 2017-2018             | US Quevilly-Rouen     | 2                     | 10          | 0           | 0               | 0               | 1                 | 0                 | 11    | 0     |
| Sous-total            | Sous-total            | Sous-total            | 10          | 0           | -               | -               | 1                 | 0                 | 11    | 0     |
| 2018-2019             | Hapoël Hadera         | 1                     | 16          | 4           | 1               | 0               | 5                 | 1                 | 22    | 5     |
| Sous-total            | Sous-total            | Sous-total            | 16          | 4           | 1               | 0               | 5                 | 1                 | 22    | 5     |
| 2018-2019             | Beitar Jérusalem      | 1                     | 15          | 5           | -               | -               | -                 | -                 | 15    | 5     |
| 2019-2020             | Beitar Jérusalem      | 1                     | 27          | 6           | 2               | 0               | 6                 | 1                 | 35    | 7     |
| Sous-total            | Sous-total            | Sous-total            | 42          | 11          | 2               | 0               | 6                 | 1                 | 50    | 12    |
| 2020-2021             | Samsunspor            | 2                     | 6           | 0           | 1               | 0               | -                 | -                 | 7     | 0     |
| Sous-total            | Sous-total            | Sous-total            | 6           | 0           | 1               | 0               | -                 | -                 | 7     | 0     |
| Total sur la carrière | Total sur la carrière | Total sur la carrière | 129         | 20          | 12              | 0               | 12                | 0                 | 153   | 20    |